# Hiromu Kamada
Hiromu Kamada (鎌田 大夢 Kamada Hiromu?), född 23 juni 2001 i Ehime prefektur, är en japansk fotbollsspelare.
Kamada började sin karriär 2020 i Fukushima United FC.